# Edwin G. Krebs
Pour les articles homonymes, voir Krebs.
Edwin Gerhard Krebs, né le 6 juin 1918 à Lansing (Iowa) et mort le 21 décembre 2009 à Seattle, est un biochimiste américain. Il reçoit le prix Nobel de physiologie ou médecine en 1992 avec Edmond Fischer pour sa découverte de la phosphorylation réversible des protéines. 

## Biographie
Edwin G. Krebs est né à Lansing, Iowa, troisième enfant de William Carl Krebs, pasteur presbytérien et de Louise Helen (Stegeman) Krebs. La famille déménagea fréquemment à cause de la nature du travail de son père. Cependant, ils s'installèrent à Greenville, dans l'Illinois, à l'âge de six ans. Ils y restèrent jusqu'à la mort inattendue de son père, en 1933. Louise Krebs décida de déménager sa famille à Urbana, en Illinois, où l'aîné de Krebs. les frères fréquentaient l'université de l'Illinois à Urbana-Champaign. Krebs fréquenta l'Urbana High School et s'inscrivit à l'université de l'Illinois à Urbana-Champaign en 1936. Au cours de sa quatrième année d'études, Krebs avait décidé de poursuivre des études en chimie organique ou en médecine. Bénéficiant d'une bourse pour étudier à la Washington University School of Medicine de St. Louis, il choisit cette dernière.
La Faculté de médecine a donné à Krebs l'occasion de se former en tant que médecin et d'acquérir de l'expérience en recherche médicale. Après avoir obtenu son diplôme en 1943, il entreprit une résidence de 18 mois à l'hôpital Barnes de Saint-Louis, puis passa au service actif en tant que médecin militaire dans la marine. Krebs quitta la marine en 1946 et fut incapable de retourner immédiatement au travail à l'hôpital. il lui fut conseillé d'étudier les sciences fondamentales à la place. Il a choisi d'étudier la biochimie et a été boursier postdoctoral de Carl et Gerty Cori, travaillant sur l'interaction de la protamine avec la phosphorylase du muscle du lapin. À l'issue de ses deux ans d'études, Krebs a décidé de poursuivre sa carrière de biochimiste.

## Prix et distinctions
- 1979 : docteur honoris causa de l'université de Genève[1].
- 1992 : prix Nobel de physiologie ou médecine
- 1993 : nommé membre étranger de l'Académie royale de médecine de Belgique.